# Dendromus
Genre
Dendromus est un genre de rongeurs. Ces espèces sont fréquemment appelées souris des bananiers[réf. nécessaire].

## Liste des espèces
Selon ITIS (31 mai 2016) :
- Dendromus insignis (Thomas, 1903)
- Dendromus kahuziensis Dieterlen, 1969
- Dendromus leucostomus Monard, 1933
- Dendromus lovati (de Winton, 1900)
- Dendromus melanotis (A. Smith, 1834)
- Dendromus mesomelas (Brants, 1827)
- Dendromus messorius (Thomas, 1903)
- Dendromus mystacalis (Heuglin, 1863)
- Dendromus nyasae Thomas, 1916
- Dendromus nyikae Wroughton, 1909
- Dendromus oreas Osgood, 1936
- Dendromus vernayi Hill and Carter, 1937

Selon [Qui ?] :
- Dendromus insignis
- Dendromus kahuziensis
- Dendromus kivu
- Dendromus lovati
- Dendromus melanotis
- Dendromus mesomelas
- Dendromus messorius
- Dendromus mystacalis
- Dendromus nyikae
- Dendromus oreas
- Dendromus vernayi